# Colli al Metauro
Colli al Metauro – gmina we Włoszech, w regionie Marche, w prowincji Pesaro i Urbino.
Według danych na listopad 2024 gminę zamieszkiwało 12 404 osób przy gęstości zaludnienia 268,66 os./km².

## Historia
Gmina Colli al Metauro powstała 1 stycznia 2017 r. poprzez połączenie 3 byłych gmin: Montemaggiore al Metauro, Saltara i Serrungarina. Te trzy miejscowości są teraz frakcjami (wł. frazioni) podległymi administracji. Siedzibą gminy jest miejscowość Calcinelli, jej największa frakcja.

## Gminy sąsiadujące z Colli al Metauro
Gmina Colli al Metauro graniczy z podanymi gminami:
- Cartoceto;
- Mombaroccio;
- Mondavio;
- Montefelcino;
- Pesaro;
- Sant’Ippolito;
- Terre Roveresche(inne języki).

## Podział administracyjny
Jednostkami podziału administracyjnego gminy Colli al Metauro są jej frakcje (wł. frazioni), i są to:
- Bargni;
- Beato Sante[a];
- Borgaccio;
- Morciola;
- Calcinelli(inne języki) – siedziba gminy;
- Fiordipiano;
- Montemaggiore al Metauro;
- Pozzuolo;
- Saltara;
- San Liberio;
- Serrungarina;
- Tavernelle;
- Villanova.